# پرندگان از پر (فیلم ۲۰۱۹)
پرندگان از پر (انگلیسی: Birds of a Feather) یا به نام مانو چابک یا چابک نیز شناخته می‌شود، فیلمی ماجراجویی و پویانمایی کامپیوتری سه‌بعدی آلمانی به کارگردانی کریستین هاس و آندره بلوک است که در سال ۲۰۱۹ منتشر شد. کیت وینسلت، ویلم دفو و جاش کیتون در این فیلم به عنوان صداپیشه حضور دارند.